# Ghiacciaio Riley
Il ghiacciaio Riley (in inglese Riley Glacier) è un ghiacciaio lungo circa 31 km e largo 26, situato sulla costa di Rymill, nella parte occidentale della Terra di Palmer, in Antartide. Il ghiacciaio, il cui punto più alto si trova a circa 205 m s.l.m., fluisce verso ovest a partire dal versante occidentale del monte Eubanks e scorrendo tra il monte Eissinger, a nord, e il monte Pitman, a sud, fino a entrare nel canale di Giorgio VI poco a nord del monte Dixey, dove una volta alimentava la piattaforma di ghiaccio Wordie, scomparsa nell'aprile del 2009.

## Storia
Il ghiacciaio Riley fu scoperto nel 1936 durante una ricognizione effettuata dalla spedizione britannica nella Terra di Graham, comandata da John Rymill, e fu poi nuovamente sorvolato nel 1949 dal British Antarctic Survey, che all'epoca si chiamava ancora Falkland Islands Dependencies Survey, che lo battezzò con il suo attuale nome in onore di Quintin T.P.M. Riley, assistente meteorologo durante la sopraccitata spedizione di Rymill.